# Автошлях E401
Автошлях E401 — автомобільний європейський автомобільний маршрут категорії Б, що проходить територією Франції та з'єднує міста Сен-Бріє та Кан.

## Маршрут
Весь шлях проходить через такі міста:
- -  E50 Сен-Бріє
  -  Дінан
  -  E03 Авранш
  - Вільдьє-ле-Поель
  -  E46  Кан